# 利比亞—越南關係
越南与利比亚关系相对友好。两国于1975年3月15日建立外交关系，这种关系的基础是两国都声称遵循社会主义和一党领导。当时，利比亚的正式名称是大阿拉伯利比亚人民社会主义民众国（现为利比亚国）。
两国政府间委员会第十次会议于1998年2月在河内举行。第九次会议于2001年5月14日至17日在的黎波里举行（越南代表团由建设部部长阮孟剑率领）。经过多次推迟，两国XUBHH委员会第十次会议于2007年12月12日至14日在河内举行。本次会议上，双方回顾了第九次会议纪要，并签署了VCCI与利比亚工商会合作议定书，越南副总理范家谦代表政府总理接见了代表团团长。
目前，利比亚在河内设有经济合作办事处。
目前，越南在利比亚有近4000名工人。双方正在讨论越南-利比亚与一些非洲国家在投资、农业等领域的三边合作...
近年双向贸易额：

## 政治關係
两国政治關係持續推進：兩國副外交部長互訪；兩國外長簽署政治諮詢協議，雙方支持對方擔任聯合國安理会非常任理事國并在國際論壇上協調；利比亞繼續在河內保留經濟合作辦事處。
兩國衛生委員會於2007年12月12日至14日在河內舉行第十屆會議，並於2008年在的黎波里舉行第十一屆會議；越南聲援利比亞委員會代表團訪問利比亞並出席殖民賠償研討會；土木建築勞務合作不斷擴大，新簽合約數達4,200餘人，經貿合作繼續維持在適度水準。
兩國互派了多個代表團，簽署了許多協議和協議：
- 經濟、科技合作協定（1976年2月19日）
- 貿易協定（1983年10月17日）。
- 兩國之間的合作諒解備忘錄（2007年1月31日）。

## 兩國聲明
越方對兩國關係評價如下：
在歷代領導人的培育和兩國人民的努力下，越南與利比亞的友誼和多方面合作日益鞏固和發展。
當北越在印度支那戰爭中與美國為敵時， 利比亞和許多第三世界國家支持河內。
此外，北非的反殖民歷史也使得這裡的左翼運動较之其他国家更喜歡越盟和後來的北越。
在不斷輸給西方的阿拉伯世界中，越南击败美國的精神是對那些反帝國主义者的鼓勵。
越南駐利比亞大使館網站寫道：
兩國在過去爭取獨立和自由的鬥爭中以及當前國家建設和發展的工作中始終相互支持和幫助。

## 2011年利比亞內戰
受利比亞內戰影響，卡扎菲政權被推翻，導致利比亞與越南外交關係下滑，儘管河內政府承認利比亞新政府，但兩國外交關係幾乎凍結。

## 大使館和領事館
在越南：
- 河內（大使館）

- 在利比亞：
- 的黎波里（大使館）